# Симплонский тоннель

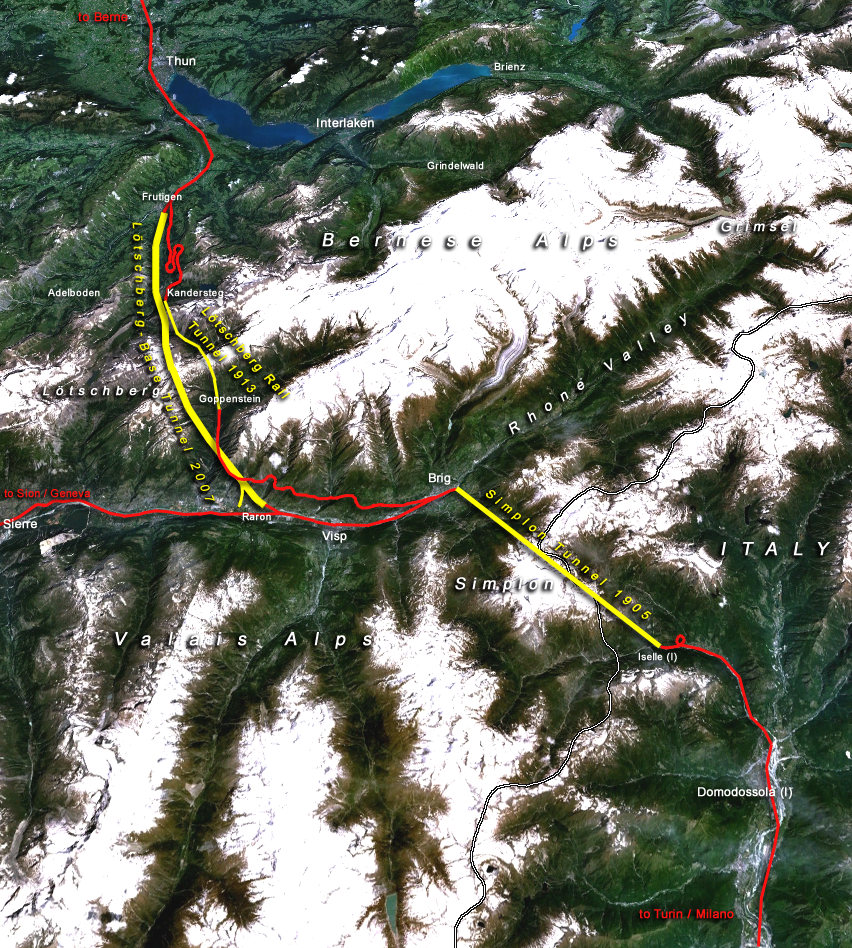
Расположение Симплонского тоннеля в Альпах

Симпло́нский тонне́ль — железнодорожный тоннель в Альпах на дороге, связывающей швейцарский город Бриг с итальянским городом Домодоссола. Являлся самым длинным тоннелем в мире более 70 лет.
Тоннель находится на трассе Восточного экспресса на линии Париж—Стамбул.
Работы по строительству тоннеля начались в 1898 году. Торжественное открытие движения по тоннелю состоялось в Бриге 10 мая 1906 года в присутствии короля Италии Виктора Эммануила III и президента Швейцарской конфедерации Людвига Форрера.
Генеральным подрядчиком строительства была компания Hermann, Haustler и Hugo von Kager. Длина тоннеля составила 19 803 метра. В 1922 году была открыта вторая колея в тоннеле, расположенном параллельно. Длина рядом расположенного тоннеля 19 823 метра.

## История
Вскоре после открытия первой железной дороги в Швейцарии в каждом регионе начались попытки строительства железных дорог на юг, в Италию. В 1871 году была введена первая железнодорожная линия через Альпы в Италию через Мон-Сенисский туннель.
1 июля 1878 года была создана Симплонская железнодорожная компания (фр. Compagnie du chemin de fer du Simplon) для того, чтобы продвигать проект строительства железной дороги в районе Симплонского перевала. В 1881 году она объединилась с компанией «Западные швейцарские железные дороги» (фр. Chemins de Fer de la Suisse Occidentale) и была создана компания «Западная Швейцария-Симплон» (фр. Compagnie de la Suisse Occidentale et du Simplon). Рассматривалось несколько вариантов строительства железной дороги между Швейцарией и Италией.
На швейцарско-итальянской конференции, состоявшейся в июле 1889 года было принято решение построить основной тоннель протяжённостью около 20 км на территории обоих государств. 25 ноября 1895 года было подписано соглашение между Италией и Швейцарией о том, что строительством и эксплуатацией тоннеля будет заниматься компания «Жюра-Симплон» (фр. Compagnie du Jura–Simplon), которая объединила ранее созданные для этой цели компании. Было достигнуто соглашение о том, что граница между Швейцарией и Италией будет посередине тоннеля и что каждая сторона имеет право блокировать тоннель в случае войны.
1 мая 1903 года компания «Жюра-Симплон» была национализирована и вошла в национальную компанию «Швейцарские железные дороги» (SBB).

### Строительство
Строительство тоннеля вела компания из Гамбурга Brandt & Brandau. На строительстве в среднем работало около 3000 рабочих с каждой стороны. Это были преимущественно итальянцы. 67 рабочих погибло при строительстве тоннеля, многие умерли позже от последствий тяжёлых условий работы. Во время работы были забастовки, что привело даже к привлечению швейцарской армии.
При строительстве тоннеля применялись самые современные технологии. Параллельно основному тоннелю был проведён вспомогательный тоннель, который обеспечивал вентиляцию при проходке основного тоннеля. Позднее этот параллельный тоннель был расширен до состояния, обеспечивающего прокладку по нему второй железнодорожной колеи.
24 февраля 1905 года произошла сбойка тоннелей, прокладываемых с двух сторон. Таким образом, строительство тоннеля продолжалось 7,5 лет, хотя первоначально предполагалось соорудить его за 5,5 лет. Задержка была вызвана сложными горно-геологическими условиями и забастовками.

### Эксплуатация

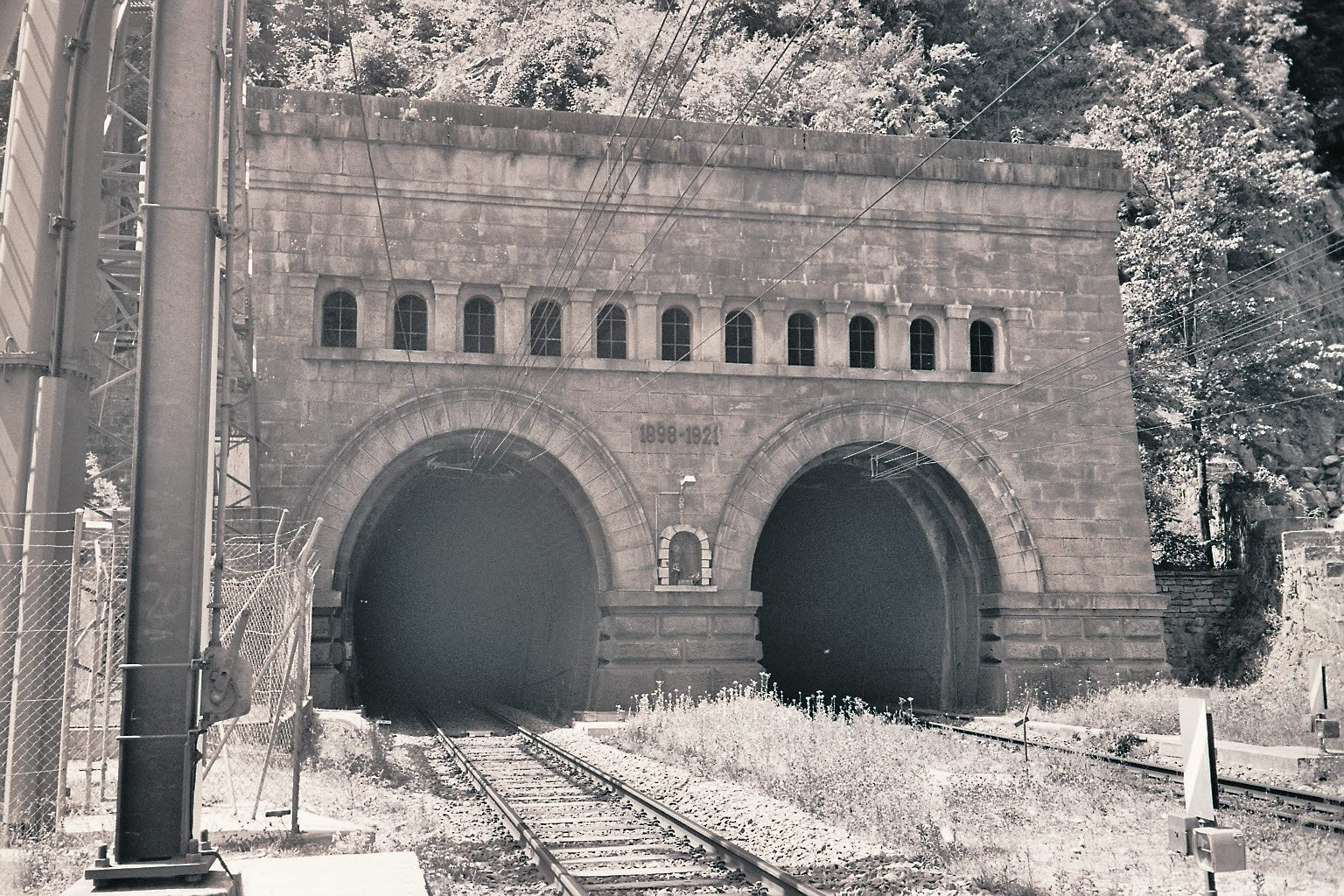
Портал Симплонского тоннеля с итальянской стороны

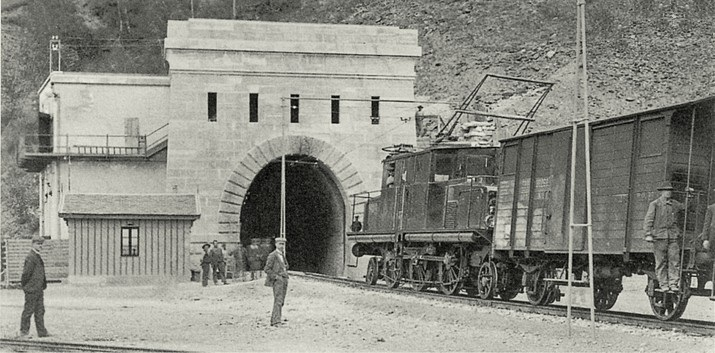
Пробный пуск электровоза через тоннель, 1906 год

Движение поездов по тоннелю началось 19 мая 1906 года. Использовались электролокомотивы, так как длина тоннеля не позволяла использовать паровозы. Первоначально в тоннеле использовалось три электровоза.
В период с 1912 по 1921 год был достроен второй тоннель, параллельный первому, который получил название Симплон II.
Во время Второй мировой войны оба портала тоннеля, как с швейцарской стороны, так и с итальянской были заминированы и подготовлены к взрыву. Немецкие войска планировали взрыв южного портала, однако взрыв был предотвращён благодаря действиям итальянских партизан при помощи двух швейцарцев и одного австрийского дезертира.
В настоящее время на участке Бриг-Изелле ди Траскуере курсирует состав, перевозящий на специальных платформах автомобили.

## Параметры тоннеля
- Длина тоннеля I: 19 803 м
- Длина тоннеля II: 19 823 м

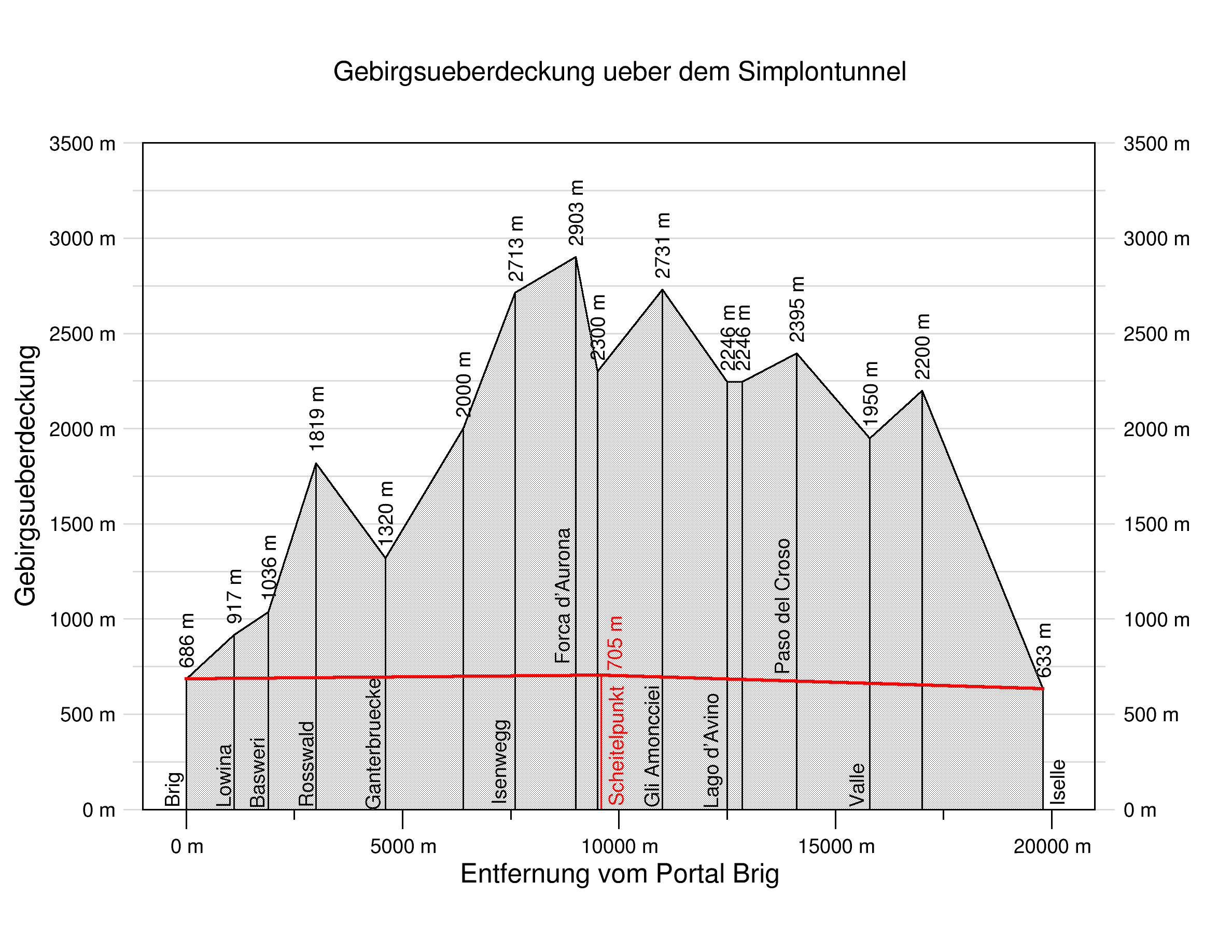
Профиль Симплонского тоннеля

- Высота над уровнем моря северного портала, Бриг: 685,80 м
- Высота над уровнем моря в середине тоннеля: 704,98 м
- Высота над уровнем моря южного портала, Iselle: 633,48 м
- Уклон с северной стороны: 2 ‰
- Уклон с южной стороны: 7 ‰
- Начало строительства с северной стороны: 22 ноября 1898
- Начало строительства с южной стороны: 21 декабря 1898
- Сбойка южного и северного тоннеля: 24 февраля 1905
- Торжественное открытие: 19 мая 1906
- Начало эксплуатации с локомотивами на электрической тяге: 1 июня 1906